# Bertram Boltwood
Bertram Borden Boltwood (* 27. Juli 1870 in Amherst, Massachusetts, USA; † 14./15. August 1927 in Hancock Point, Maine (durch Selbstmord)) war ein US-amerikanischer Radiochemiker.

## Leben und Wirken

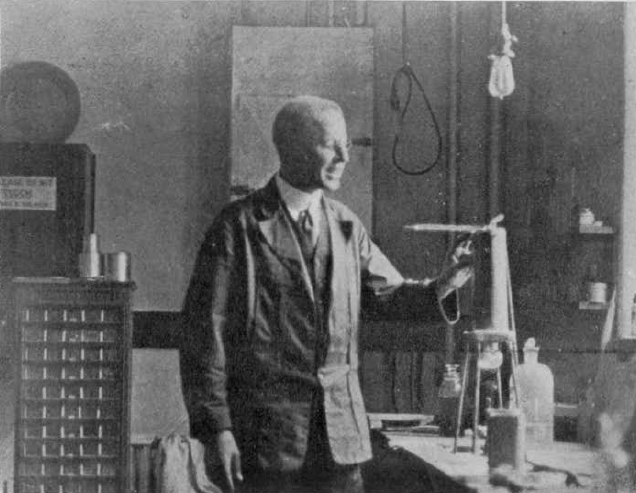
Boltwood in seinem Labor in Slone Physics Laboratory, Yale 1917

Bertram Boltwood studierte ab 1889 Chemie in Yale, München (von 1892 bis 1894 bei Gerhard Krüss) und Leipzig (1896). 1897 wurde er an der Yale University bei Horace L. Wells (1855–1924) promoviert.
Von 1909 bis 1910 hielt er sich zu einem einjährigen Forschungsaufenthalt bei Ernest Rutherford in Manchester auf. Von 1918 bis 1927 war er Professor für Chemie an der Yale University. 1907 bestimmte er als erster das absolute Alter von Gesteinen am Beispiel von Gesteinen aus Sri Lanka durch den radioaktiven Zerfall von Uran zu Blei (Uran-Blei-Datierung) auf 400 bis 2200 Millionen Jahre.

## Ehrungen
1911 wurde Boltwood in die National Academy of Sciences und die American Philosophical Society sowie 1913 in die American Academy of Arts and Sciences gewählt. Das Uranmineral Boltwoodit wurde ihm zu Ehren benannt.

## Schriften (Auswahl)
- Bestimmung der molekularen Leitfähigkeit von Rubidium und Caesiumchlorid. In: Zeitschrift für Phys. Chem. 22, 1897, S. 132–133
- The Ultimate Disintegration Products of the Radio-active Elements. Part II. The disintegration products of uranium. In: American Journal of Science. 4. Serie, Band 23, Nummer 134, 1907, S. 77–88 (doi:10.2475/ajs.s4-23.134.78; online).